# Вальнегра
Вальнегра, Вальнеґра (італ. Valnegra) — муніципалітет в Італії, у регіоні Ломбардія, провінція Бергамо.
Вальнегра розташована на відстані близько 510 км на північний захід від Рима, 70 км на північний схід від Мілана, 29 км на північ від Бергамо.
Населення — 201 особа (2014).
Щорічний фестиваль відбувається 29 вересня. Покровитель — архангел Михаїл.

## Демографія
Населення за роками:

Станом на 1 січня 2023 року в муніципалітеті офіційно проживало 7 іноземців з 7 країн, серед них 1 громадянин країн Євросоюзу.

## Сусідні муніципалітети
- Ленна
- Моїо-де'-Кальві
- П'яцца-Брембана
- П'яццоло